# Chapelle Notre-Dame-de-Bon-Secours de Fontainebleau
Pour les articles homonymes, voir Chapelle Notre-Dame-de-Bon-Secours.
Ne doit pas être confondu avec Maison du Bon-Secours.
La chapelle Notre-Dame-de-Bon-Secours, dite aussi de la Bonne-Dame, est un édifice religieux catholique du XIXe siècle situé à Fontainebleau, en France. Elle rend hommage à une légende selon laquelle, au XVIIe siècle, la monture emballée d'un cavalier se serait arrêtée après que ce dernier ait invoqué la Vierge Marie. Par tradition locale et religieuse, son emplacement constitue notamment un lieu de pèlerinage. La chapelle est inscrite aux monuments historiques depuis 1926.

## Situation et accès
La chapelle est située à l'extrémité nord du boulevard Maréchal-Foch (route départementale 606), à l'intersection de la route de Notre-Dame-de-Bon-Secours, à la lisière de la forêt de Fontainebleau, soit au nord de la ville de Fontainebleau, et plus largement au sud-ouest du département de Seine-et-Marne. Un repère de nivellement placé près du portail à 26 centimètres au-dessus du sol fait état d'une altitude de 90,047 mètres. Fermé en temps normal, l'accès à la chapelle est limité aux cérémonies.

## Histoire

### Légende et sacralisation
On attribue la sacralisation du lieu à une légende communément admise. À la fin de novembre 1661, le sieur Dauberon (aussi orthographié d'Auberon), ordinaire du prince Louis II de Bourbon, dit le Grand Condé, et capitaine dans son régiment, arrive à Fontainebleau pour rejoindre la cour. Sur la descente du chemin de Melun, vers la croix d'Augas, son cheval s'emballe et une de ses jambes reste accrochée à l'étrier. Le cavalier est renversé et traîné sur des pierres. Au vu du danger et par une dévotion particulière, il invoque la Vierge Marie : son cheval s'arrête soudainement. Dauberon a le temps de se débarrasser ; il n'éprouve alors aucune blessure,.
Le 3 mai 1662, en guise de remerciement pour avoir été sauvé d'un potentiel désastre et pour en perpétuer la mémoire, le sieur Dauberon fait bénir une image de la Vierge,. Dans l'après-midi du même jour, celle-ci est portée en procession par Antoine Durand, premier curé de la Paroisse de Fontainebleau et est apposée sur le tronc d'un grand chêne tout près du lieu de l'accident. Avec elle, un parchemin relatant les faits, écrit en latin par Durand,, est placé dans une espèce de niche à l'abri du vent.

### Premier oratoire
Le chêne tombe en raison de sa vétusté. En 1690, un oratoire est construit à l'initiative du curé Maurice Faure et bâti grâce aux subventions de sieur Grenet, prêtre de l'église de Fontainebleau,. L'image de la Vierge est placée sur l'autel, ainsi exposée à la vénération des fidèles ; une représentation de la légende est peinte sur le fronton du monument. Un pèlerinage est par l'occasion instauré,. Cependant, d'après les travaux d'Emmanuel Henri de Grouchy à la fin des années 1880, un acte notarié du 28 août 1690 atteste que l'oratoire aurait été élevé non pas aux frais de Grenet mais à ceux d'un groupe d'habitants, dont des officiers du roi et des bourgeois assez pieux,. La Révolution passe par Fontainebleau et cet oratoire est détruit en 1793,.
Une association « de Notre-Dame de Bon-Secours » est fondée. En 1819, le pape Pie VII l'agrémente d'indulgences plénières.

### Réédification d'une chapelle

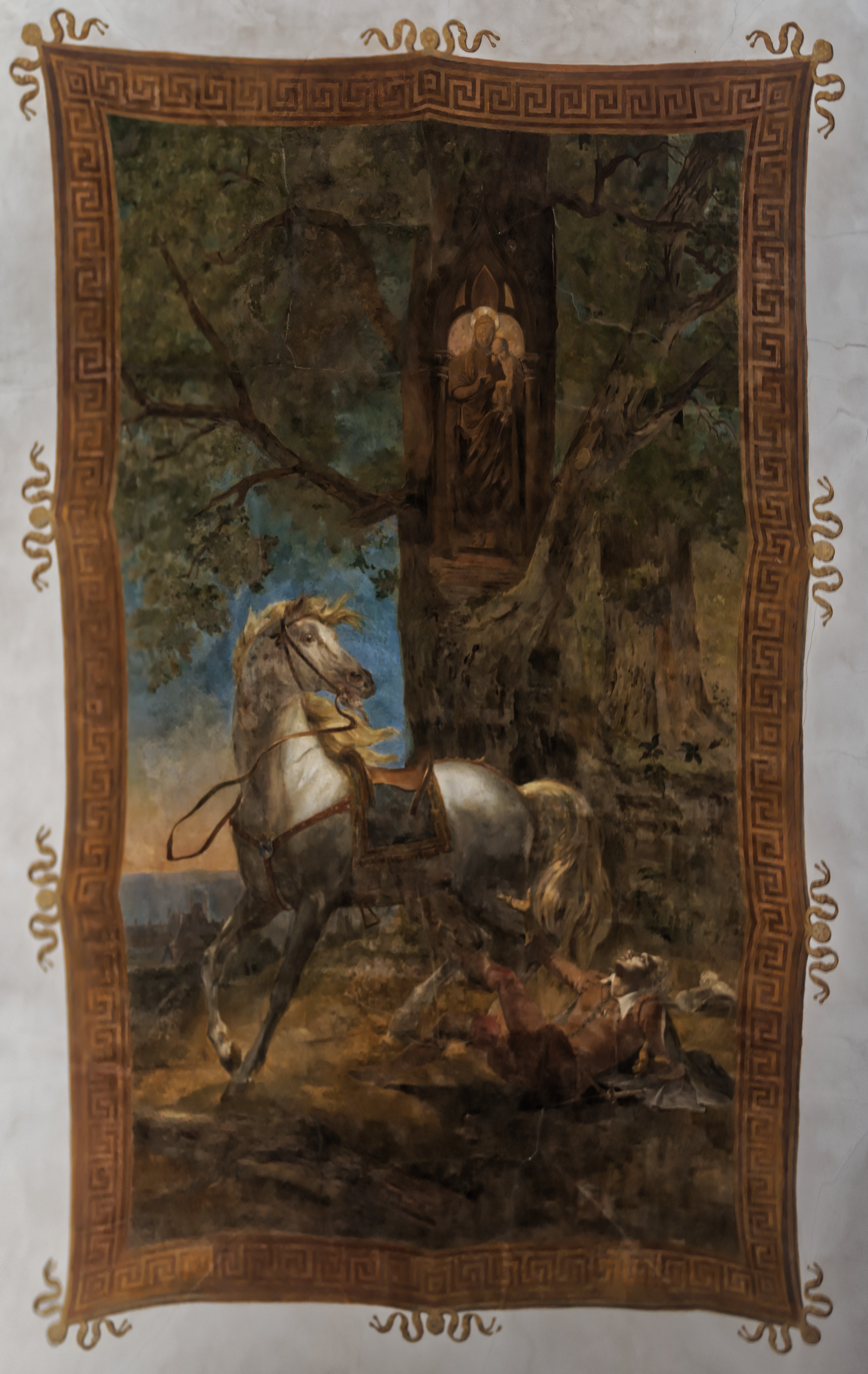
Toile de Blondel au plafond, en mars 2018.

En 1821, Marie-Thérèse, duchesse d'Angoulême, fille de Louis XVI et Marie-Antoinette, lors de son premier voyage à Fontainebleau, s'agenouille sur les lieux, et témoigne son souhait pour la réédification d'une nouvelle chapelle. Elle est soutenue par Louis XVIII et des paroissiens. Grâce à de multiples souscriptions, M. Philipeau, curé de la ville, fait construire la nouvelle chapelle actuelle sur les anciennes fondations, d'après les plans de l’architecte du palais Maximilien-Joseph Hurtault. Une toile marouflée relatant l'histoire est réalisée par Merry-Joseph Blondel, peintre qui travaille aussi à la galerie de Diane du château de Fontainebleau et au palais du Louvre. La chapelle inaugurée est bénite le 30 septembre 1821, devant les autorités civiles et militaires et des fidèles. Depuis, chaque premier dimanche d'octobre, le clergé de la paroisse s'y rend en procession.

### Restaurations de l'édifice
Vers le début des années 1860, une association, sorte de confrérie charitable, se forme dans le but d'entretenir et de renouveler les ornements de l'autel. L'empereur Napoléon III ordonne, au début de l'été 1864, « que des réparations importantes [soient] faites immédiatement » à la chapelle,. Avant de quitter Fontainebleau, le couple impérial offre spécialement 6 000 francs à cet effet. Ces travaux ont pour but de restaurer l'oratoire proprement dit et de reconstruire le mur d'enceinte plus avant dans la forêt, de manière à laisser un espace plus considérable entre celui-ci et la chapelle. L’aspect est conservé et le plafond est refait par le peintre Charles Marcel. Par ailleurs, à l'occasion de la fête de l'Empereur, la Saint-Napoléon, le 15 août de la même année, l'édifice, avec les édifices publics et le boulevard de Melun (actuellement, du Maréchal-Foch) sont illuminés dans le cadre d'une fête en forêt le soir.

### Incident de 1912
GHISLAIN TOUZET DU VIGIER

LIEUTENANT DU 18e DRAGONS

18 AVRIL 1912

PRIEZ POUR LUI
Ghislain Touzet du Vigier, un lieutenant du 18e régiment de dragons de 26 ans, effectue quotidiennement le trajet à cheval de Melun à Fontainebleau. Le 18 avril 1912, vers 14 h 30, au bas de la côte de la croix d'Augas, sa monture s'emballe et pour éviter un accident à l'entrée de la ville, celui-ci tourne à droite dans la direction du carrefour des Huit-Routes. En traversant la chaussée goudronnée rendue glissante à la suite de précipitations, le cheval dérape et parcourant une distance de 30 à 40 mètres, s'abat juste en face de la chapelle, ce qui provoque la chute de l'officier. L'homme reçoit d'abord les soins du docteur Matry qui le transporte à l'hôpital de Fontainebleau, mais succombe des suites de sa fracture au crâne. Ses obsèques sont célébrées le 20 avril en la chapelle de l'hôpital avant que le corps ne soit conduit à la gare pour le transporter à Saint-Omer où a lieu l'inhumation le 23 ; un service est aussi célébré le 24 en l'église Saint-Honoré-d'Eylau à Paris,. Non sans rappeler la légende similaire de Dauberon, la mère du lieutenant fait placer, dans la première moitié de 1913, une plaque à l'intérieur de la chapelle.

### Restaurations du début duXXesiècle
Avec la loi de séparation des Églises et de l'État en 1905, l'association est dissoute et la chapelle devient propriété de l'État. La veuve Étancelin (née vers 1862) est nommée gardienne culturelle, sans appointements. La pluie transperce la toiture et l'archiprêtre Barbier finance de ses propres fonds le remplacement de tuiles. La chapelle subit aussi un délabrement au fil du temps, l'une des principales causes étant le recouvrement par les branches des arbres voisins,. Un projet visant à rétablir son état est lancé en 1932 et plusieurs personnes présentent leur concours, à titre gracieux : l'architecte Albert Bray pour la direction des travaux à exécuter, l'élagueur Navet, de Louveciennes, un menuisier-dessinateur et un serrurier. Une souscription est également ouverte. La chapelle voit ces travaux d'entretien réalisés en 1935.

### Restauration du début duXXIesiècle
De nouveau, par manque d'entretien depuis, la chapelle subit des dégradations importantes du bâti et des fresques et étant notamment constituée de bois, elle est menacée par la mérule. En 2011, un appel aux dons débute. Le rachat du monument à l'État pour l'« euro symbolique » est planifié en 2012 et s'effectue en 2013,.
Les travaux sont subventionnés par  la  Direction  régionale  des affaires  culturelles  (DRAC),  le Département de Seine-et-Marne et  la  Fondation  du  patrimoine et sont aussi financés par la ville de Fontainebleau et des donateurs privés. La première phase des restaurations, débutée fin 2014 et finalisée en 2015, concerne la couverture et de la charpente-couverture, la réfection de la maçonnerie et de la menuiserie et les élévations extérieures,. La deuxième phase des travaux, entreprise à l'automne 2016, comprend  la  restauration  du  décor  peint  extérieur et  la  rénovation  intérieure  de l’édifice.  La restauration complète de l'édifice est achevée en juin 2017.

## Statut patrimonial et juridique
La chapelle fait l'objet d'une inscription au titre des monuments historiques par arrêté du 15 février 1926, en tant que propriété de l'État.

## Représentations culturelles
La légende de l'oratoire inspire une histoire d'amour fictive à Mélanie Waldor qui titre son roman L'Écuyer Dauberon ou l'Oratoire de Bonsecours. Édité en 1832, il comprend des illustrations de Tony Johannot et de Jean Gigoux,,. Avec des actions situées dans les environs de Fontainebleau, l'héroïne Alide noue une relation avec Xavier, capitaine des gardes, qui chevauche Ralph.

### Publications encyclopédiques
- [Flohic 2001] Jean-Luc Flohic, Le Patrimoine des communes de Seine-et-Marne, t. I, Paris, Flohic, mars 2001, 1re éd., 1 507 p. (ISBN 2-84234-100-7), Canton de Fontainebleau, « Fontainebleau », p. 568-580.

### Publications générales
- [Colinet 1895] Charles Colinet, « Ermitages, chapelles, ruines, etc. de la forêt de Fontainebleau », L'Abeille de Fontainebleau, Fontainebleau, vol. 61,‎ 29 mars - 21 juin 1895 (ISSN 2022-7930 et 2534-059X, BNF 32680641, lire en ligne).
- [Domet 1873] Paul Domet, Histoire de la forêt de Fontainebleau, Paris, Hachette, 1873, 404 p. (lire en ligne), chap. 8 (« Événements historiques, légendes, fables »), p. 341-359.
- [Guilbert 1731] Pierre Guilbert, Description historique des chateau, bourg et forest de Fontainebleau, t. 2, Paris (place du Pont-Saint-Michel), André Cailleau, 1731, 314 p. (lire sur Wikisource), partie II, « Oratoire de Notre-Dame de Bon-Secours », p. 131-132.
- [Herbet 1903] Félix Herbet, Dictionnaire historique et artistique de la forêt de Fontainebleau : Routes, carrefours, cantons, gardes, monuments, croix, fontaines, puits, mares, environs, moulins, etc., Fontainebleau, Bourges, 1903, 522 p. (lire en ligne).
- [Le Cesne 1977] André Le Cesne, « Les monuments et les inscriptions de la forêt de Fontainebleau et du massif des Trois-pignons », Mémoires de la Fédération des sociétés historiques et archéologiques de Paris et de l'Ile-de-France, Paris, Klincksieck, vol. 27,‎ 1977, p. 257-272 (ISSN 0428-1551 et 0373-6172).

### Publications spécialisées
- [PSLF 1852] Paroisse de Saint-Louis de Fontainebleau, Chapelle de Notre-Dame de Bon-Secours, Fontainebleau, Imprimerie de E. Jacquin, 1852, 24 p. (lire sur Wikisource).

### Publications littéraires
- [Waldor 1832] Mélanie Waldor, Johannot et Gigoux, L’Écuyer Dauberon ou l’Oratoire de Bonsecours, Paris, Moutardier, 1832 (lire en ligne).